# Полуботки
Полуботки (пол. Połubotek) — дворянский род, разделившийся на две ветви.
Происходит от Леонтия Артемьевича Полуботка († 1695), бывшего полковникомеяславским, генеральным есаулом и бунчужным и Евгении Ивановны Костомашиной (постриглась в монахини 1706), которым принадлежал родовой хутор Полуботовка (Старополуботовский) на землях Переяславского полка Войска Запорожского, ныне село Шрамковка на Украине.
Их сын, Павел, являлся наказным гетманом Войска Запорожского. Сыновья и внук Павла служили бунчуковыми товарищами. Со смертью последнего в 1752 г, род Полуботков пресёкся.

## Описание герба
В роду Полуботков бытовали три вида герба:
1. В красном поле золотое сердце, положенное поверх двух скрещенных чёрных остриями книзу стрел, над сердцем серебряный лапчатый крест.
2. Герб Павла Леонтьевича Полуботка: в зелёном поле щита красное сердце, сопровождаемое сверху золотым кавалерийским крестом. Нашлемник: три страусовых пера.
3. Печать Павла Леонтьевича Полуботка (1713): в щите сердце увенчанное кавалерийским крестом и пронзённое двумя стрелами, опрокинутыми в Андреевский крест. Нашлемник: пять страусовых перьев. Вокруг щита буквы: П.П.П.В.Е.Ц.П.В.З.Ч. (Павел Полуботок, полковник войска его царского пресветлого величества Запорожского Черниговский).

## Известные представители рода
- Полуботок, Леонтий Артемьевич — малороссийский генеральный есаул, переяславский полковник и наказной черниговский полковник.
- Полуботок, Павел Леонтьевич — черниговский полковник, наказной гетман Войска Запорожского (1722—1724).